# اورکا ۰۷
اورِکا ۰۷ (انگلیسی: Oreca 07) یک خودروی پروتوتایپ لمانز است که توسط اورکا، سازندهٔ فرانسوی و به‌منظور پیروی از قوانین فدراسیون بین‌المللی اتومبیلرانی و باشگاه اتومبیلرانی غرب در کلاس ال‌ام‌پی۲ ساخته شده است. این خودرو نخستین حضور خود در مسابقات را در دور افتتاحیهٔ مسابقات قهرمانی خودروهای اسپورت ودرتک ایمسا فصل ۲۰۱۷، در مسابقه ۲۴ ساعته دیتونا، و اولین حضور در مسابقات جهانی استقامتی را در مسابقه ۶ ساعته سیلورستون فصل ۲۰۱۷ تجربه کرد. این خودرو جانشین خودروی اورکا ۰۵ است.
اورکا ۰۷ خودروی منتخب برای تیم‌های حاضر در کلاس ال‌ام‌پی۲ بود و هر ساله خریداران و مشتریان بیشتری پیدا می‌کرد که از شاسی‌هایی که قبلاً خریداری شده بودند و از سازنده‌های دیگر به این سازنده نقل مکان می‌کردند. همه ۲۴ خودروی کلاس ال‌ام‌پی۲ در مسابقه ۲۴ ساعت لمانز ۲۰۲۳، اورکا ۰۷ بودند. همچنین از فصل ۲۰۱۹ مسابقات ایمسا، تنها دو ورودی مسابقه خودرو اورکا ۰۷ نبوده‌اند.

## توسعه

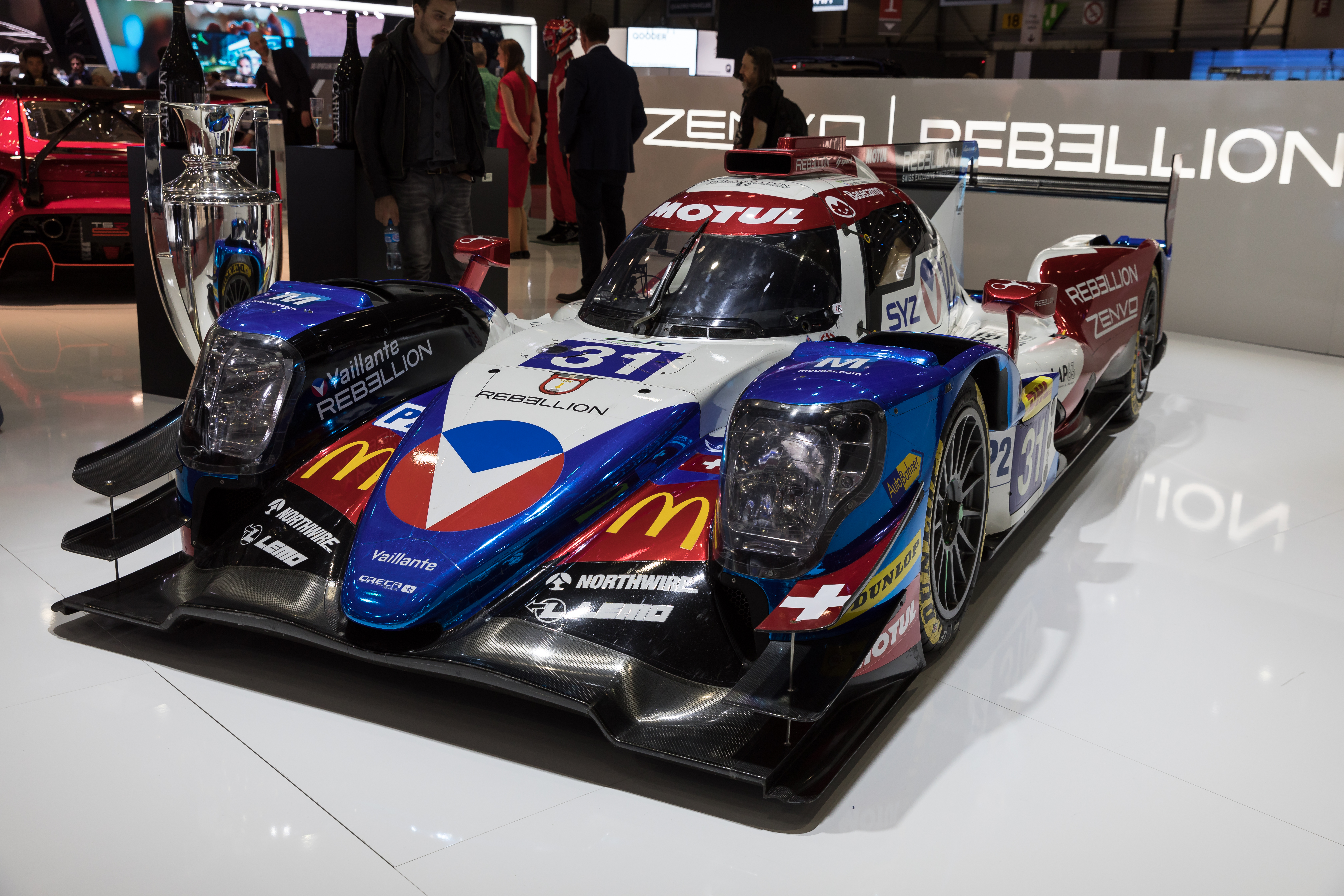
اورکا ۰۷ همراه با جام قهرمانی مسابقات استقامتی کلاس ال‌ام‌پی۲

آماده‌سازی نمونه اولیه به توسعه خودرو قبلی یعنی اورکا ۰۵ برمی گردد.
با توجه به قوانین فنی جدید کلاس ال‌ام‌پی۲، تیم خودرو ساز فرانسوی اورکا برخلاف خودرو اورکا ۰۵ که توسعه داده نمونه قبلی خود، ۰۳ بود تصمیم به ساخت خودرویی جدید با نام ۰۷ گرفت.
 هدف کمپانی اورکا به حداکثر رساندن عملکرد با تمرکز بر مصرف کمتر انرژی و منابع بود.
این تیم تصمیم گرفت از این استراتژی نه تنها برای ساخت خودرویی بر اساس یک مدل قبلی ثابت شده استفاده کند، بلکه به تیم‌ها اجازه دهد تا بتوانند اورکا ۰۵ خود را با توجه به هزینه‌های زیاد دریافت اورکا ۰۷، به روز کنند.

شاسی اورکا ۰۷ عمدتاً مبتنی بر نمونه قبلی خود ۰۵ بود. قطعات داخلی اورکا ۰۷ مجهز به موتور وی۸ شرکت تکنولوژی گیبسون جی‌کی-۴۲۸ است.
این خودرو اولین تست کارخانه خود را معروف به شیک‌داون در اواخر اکتبر سال ۲۰۱۶ در پیست پل ریکارد فرانسه انجام داد.

## آلپاین ای۴۷۰

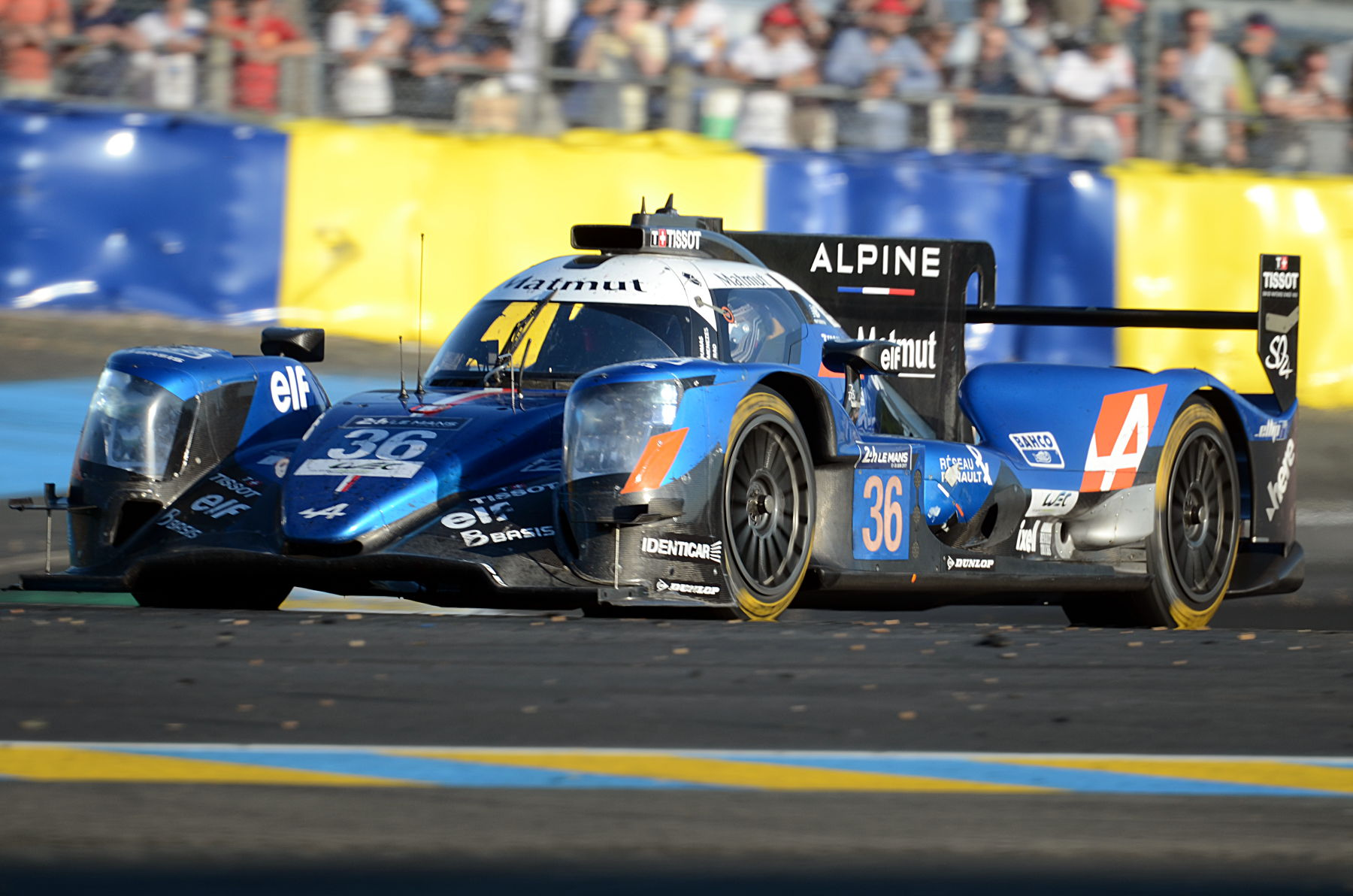
آلپاین اِی۴۷۰ با تیم ساین‌تک آلپاین ماتوت

خودروساز فرانسوی آلپاین با تیم ساین‌تک آلپاین ماتوت و خودرو آلپاین اِی۴۷۰ در مسابقات جهانی استقامتی مسابقه داد.

این خودرو از نظر فنی مشابه اورکا ۰۷ بود و از همان شاسی اما با قطعات داخلی با برند آلپاین استفاده می‌کرد. این خودرو جانشین آلپاین ای۴۶۰ شده بود که آلپاین با آن در مسابقات مختلف مسابقه داده بود.
این خودرو در کلاس ال‌ام‌پی۲ برای فصل ۲۰۱۶ مسابقات قهرمانی جهان استقامتی مورد استفاده قرار گرفت.

## آکورا ای‌آراکس-۰۵

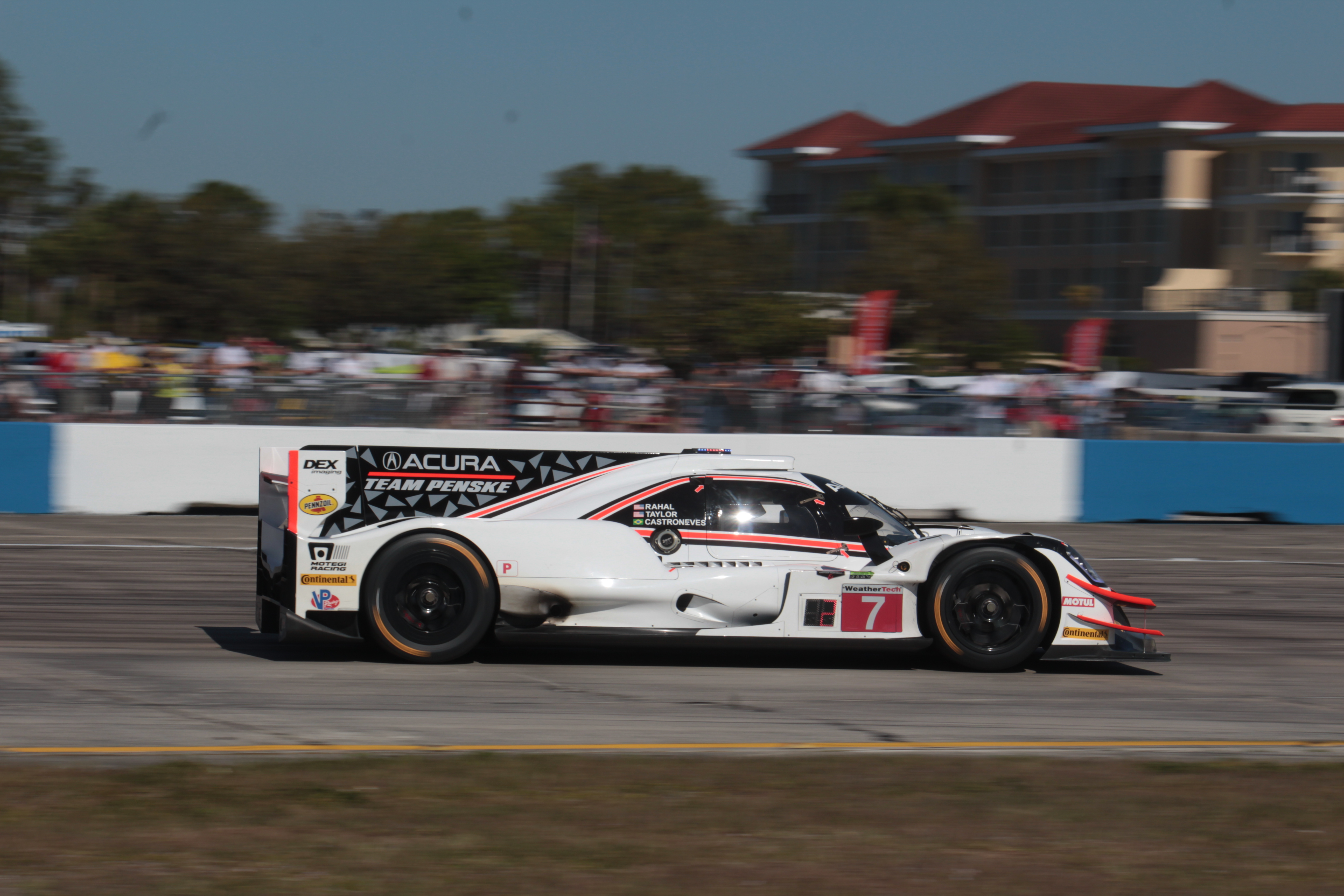
تصویری از آکورا اِی‌آراکس-۰۵

گونه‌ای از نمونه اولیه، آکورا اِی‌آراکس-۰۵، برای کلاس نمونه اولیه (پروتوتایپ) قهرمانی خودروهای ورزشی ایمسا در مسابقات ایمسا تحت مقررات کلاس دی‌پی‌آی ایجاد شد و مورد استفاده قرار گرفت. این خودرو از طریق مشارکت بین شرکت توسعه عملکرد هوندا و سازنده شاسی اورکا توسعه یافته است. منبع قدرت این خودرو یک موتور ۳٫۵ لیتری وی۶ توئین توربو آکورا آی‌آر۳۵تی‌تی مبتنی بر تولید انبوه است. سایر تغییرات اورکا ۰۷ شامل بدنهٔ مخصوص شرکت و تیم آکورا می‌شود.
از سال ۲۰۱۸ تا ۲۰۲۰، تیم پنسکی با دو خودروی آکورا اِی‌آراکس-۰۵Xوارد مسابقات شد و در دو فصل آخر این مسابقات عنوان قهرمانی را به دست آورد. برای سال‌های ۲۰۲۱ و ۲۰۲۲ وین تیلور ریسینگ و میر شانک ریسینگ هر کدام یکی از آکوراهای اِی‌آراکس-۰۵اس را که قبلاً توسط پنسکی مورد استفاده قرار گرفته بود، وارد مسابقه کردند.

## آئوروس ۰۱
کمپانی جی-درایو ریسینگ در سال‌های ۲۰۱۷ و ۲۰۱۸ گ با اورکا ۰۷ به رقابت پرداخت. خودروساز روسی آئوروس موتور در سال ۲۰۱۹ با آنها همکاری کرد تا نام خودرو را به آئوروس ۰۱ تغییر دهد و در سری مسابقات لمانز اروپایی مسابقه دهد. این خودرو از نظر فنی مشابه اورکا ۰۷ با استفاده از همان شاسی و قطعات داخلی با برند آئوروس است.